# Pandanus castaneus
Pandanus castaneus är en enhjärtbladig växtart som beskrevs av Harold St.John och Benjamin Clemens Masterman Stone. Pandanus castaneus ingår i släktet Pandanus och familjen Pandanaceae.
Artens utbredningsområde är Papua Nya Guinea. Inga underarter finns listade.